# Мискито (язык)
Мискито (москито) — язык народа мискито, относится к мисумальпской языковой семье. Распространён на северо-востоке Никарагуа (Атлантический Северный регион) и на востоке Гондураса. По данным Ethnologue имеется 183000 носителей: 154000 — в Никарагуа и 29000 — в Гондурасе. Многие носители владеют также испанским, английским и местным креольским языком на базе английского.

## Заимствования
В мискито довольно велико количество заимствований из английского:
- buk — (англ. book) — книга
- dur — (англ. door) — дверь
- hilp — (англ. help) — помощь
- lan — (англ. learn) — учить
- sap — (англ. shop) — магазин

Испанские заимствования стали входить в язык сравнительно недавно, а потому представлены более поверхностно.

## Примеры лексики
- MARNIN / TITAN YAMNI (доброе утро)
- TUTNI YAMNI (добрый день)
- TIHMIA YAMNI (добрый вечер)
- NAKISMA (как дела?)
- MAN NINAM DIA? (как вас зовут?)
- TINKI PALI (спасибо)